# Нишки весник
„Нишки весник” је „ревија за неговање традиција и очување баштине Ниша”. Данашњи лист наставља традицију коју је 1884. зачео угледни нишки и српски штампар Коста Чендеш издавањем првог нишког листа „Нишки весник”. Удружење грађана „Стари Ниш” је ову традицију наставило 1. новембра 1999. године, када је изашао први број „Нишког весника” новог доба.
Покрећући „Нишки весник” новог доба, Удружење „Стари Ниш” је уз први број прокламовало: „Ревија Нишки весник ће, у суштини, бити спона, мост који спаја деценије и векове и људе и догађаје у њима. Наравно, настојаћемо да то не буде само попис, регистар онога што се збивало у прошлости. Желимо да успоставино креативну комуникацију између наших предака и свега што су нам оставили у богатој баштини и садашњих житеља Ниша свих генерација, оних које су стварале садашњост и оних које пројектују и граде будућност.”
Град Ниш је издавањем „Нишког весника” добио својеврсну институцију, која настоји да друштвено валоризује богату нишку баштину, а захвалност је показана доделом признања Благодарница Града Ниша „Свети Сава” 2002. и највише награде града Ниша Награда „11. јануар” 2004. године.